# Chytriomyces confervae
Chytriomyces confervae är en svampart som först beskrevs av Wille, och fick sitt nu gällande namn av A. Batko 1975. Chytriomyces confervae ingår i släktet Chytriomyces och familjen Chytridiaceae.   Inga underarter finns listade i Catalogue of Life.